# 10 regole per fare innamorare
10 regole per fare innamorare è un film del 2012 diretto da Cristiano Bortone. Il film è uscito quasi in contemporanea con l'omonimo libro scritto da Guglielmo Scilla, protagonista del film, e Alessia Pelonzi.

## Trama
Marco è un timido studente universitario che, abbandonata l'università, lavora part-time in un asilo e condivide il proprio appartamento con tre amici, Mary, Paolo e Ivan. Suo padre Renato, affermato chirurgo estetico, ottiene un grande successo con le donne, è un immaturo cronico che si è separato dalla moglie dopo numerosi tradimenti. Quando Marco si innamora della bella Stefania, Renato decide di accorrere in aiuto del figlio, illustrandogli il proprio decalogo per conquistare il cuore di una donna. Decidono così di applicare queste regole ma la cosa porta soltanto guai ed equivoci.

## Produzione
Le riprese del film sono iniziate nel settembre 2011 e si sono svolte a Roma. Il film è co-prodotto dalla Orisa Produzioni e Orkestra Entertainment.
Il backstage del film, realizzato da Luca Dal Canto, ha vinto il premio "Scuole" al Backstage Film Festival 2012

## Colonna sonora
Della colonna sonora del film fa parte il brano Distratto, interpretato da Francesca Michielin, vincitrice della quinta edizione del talent show X-Factor.

## Distribuzione
Il film è uscito nelle sale cinematografiche italiane il 16 marzo 2012 distribuito da Key Films.